# Стиснений природний газ

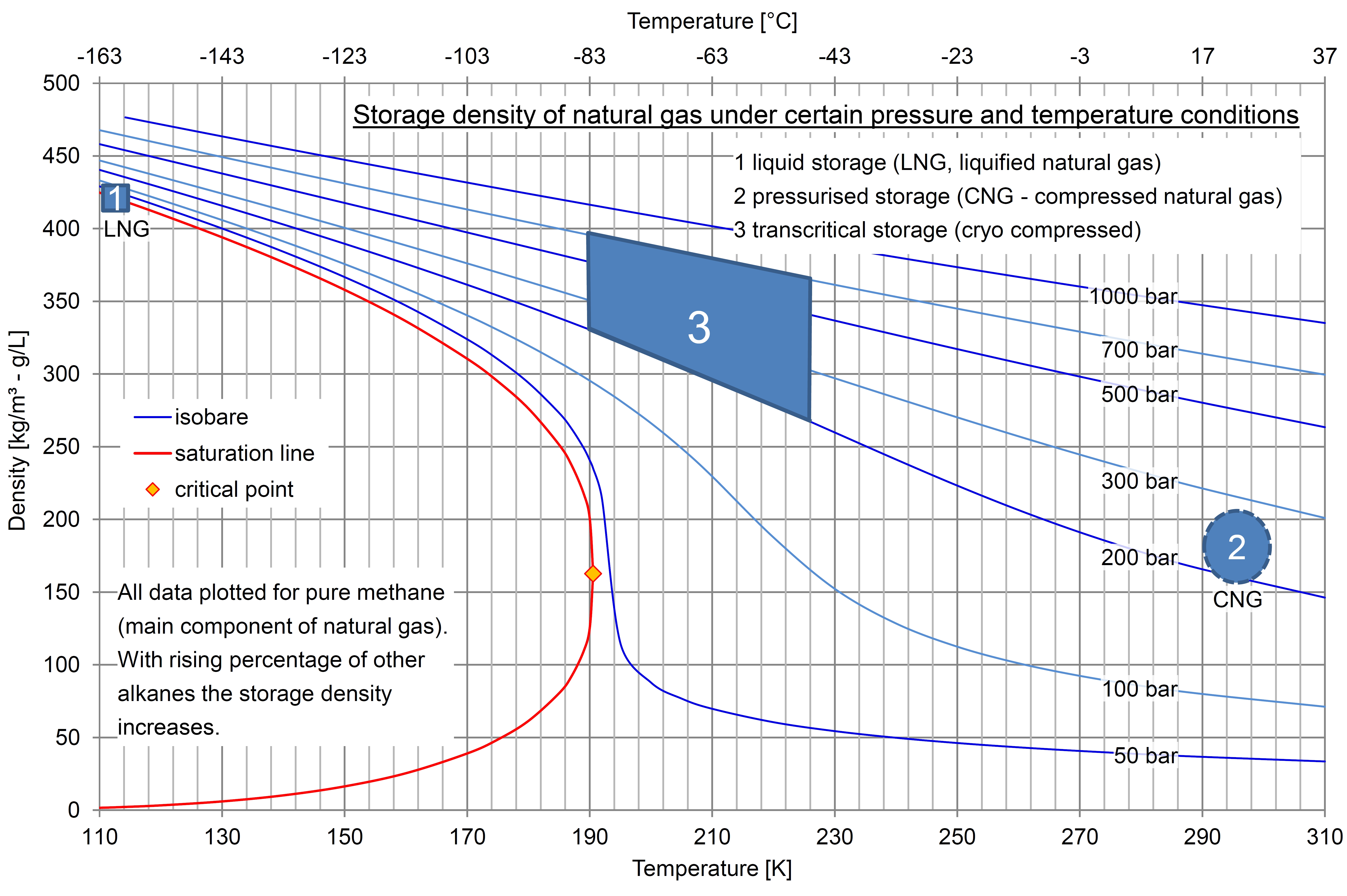
густина зберігання природного газу

Сти́снений приро́дний газ (англ. Compressed Natural Gas, CNG) — природний газ (метан (CH4), стиснутий (компримований) на компресорній станції до тиску 200—250 бар (196—245 кгс/см2) для використання як палива в двигунах внутрішнього згоряння. Використання такого палива є екологічнішим за багато інших через меншу кількість побічних продуктів згоряння, окрім вуглекислого газу, та відсутність проблем з розлитим паливом.

## Історія
Гази були вихідним паливом для двигунів внутрішнього згоряння. Перші досліди зі стисненими газами відбулися у Франції в 1850-х роках. Вперше природний газ став транспортним паливом під час Першої світової війни. У 1960-х роках компанія Columbia Natural Gas, штат Огайо, випробувала газовоз для СПГ. Судно мало перевозити стиснений природний газ у вертикальних балонах під тиском; однак ця конструкція не вдалася через високу вартість посудин під тиском. З тих пір було кілька спроб розробки комерційно життєздатного транспортера CNG. Протягом останніх п'яти років було розроблено кілька конкуруючих проектів транспортування СПГ через океан. Кожна конструкція пропонує унікальний підхід до оптимізації транспортування газу з використанням якомога більшої кількості готових технологій, щоб забезпечити конкурентоспроможність витрат.
До 2011 року в усьому світі налічувалося 14,8 мільйона транспортних засобів на природному газі, найбільше в Ірані (4,07 мільйона), Пакистані (2,85 мільйона), Аргентині (2,07 мільйона), Бразилії (1,7 мільйона) та Індії (1,1 мільйона). Азіатсько-Тихоокеанський регіон лідирує з 5,7 мільйонів транспортних засобів на природному газі, за яким слідує Латинська Америка з майже чотирма мільйонами транспортних засобів.

## Загальний опис
Як пропонує назва, паливо є стиснутим до близько 200 атм. природним газом, що переважно складається з метану. Він зберігається в жорстких балонах. Стиснутий природний газ може використовуватися в незначно перероблених традиційних бензинових двигунах внутрішнього згоряння, що після переробки можуть приймати обидва типи палива. Вихід енергії стиснутого газу на одиницю об'єму становить 42 % від скрапленого газу.

## Використання
Стиснутий природний газ широко використовується у великих містах, особливо у країнах Європи, де ціни на бензин відносно високі. На ньому працює велике число автобусів, вантажівок, авторикш.
Використання стисненого природного газу як моторного пального у ЄС та інших країнах.
На сьогоднішній час, природний газ, як альтернативне паливо активно використовують в США, Канаді, Італії, Індії, Україні, Росії та країнах Західної Європи і на Близькому Сході.
У США існує 9 окремих федеральних законів, 11 чинних програм та загалом більше ста стимулюючих програм щодо стимулювання використання «зелених енергоносіїв» як моторного палива. За даними Korean Association for Natural Gas Vehicles (Коріан Ассотіейшн фор нейчурал гас вііклс), у Південній Кореї на 2015 рік частка міських автобусів що використовують природний газ складає у середньому 81 % (98 % у шести найбільших містах, та близько 66 % у середніх та малих містах).
Зокрема СПГ:
- 1) не змиває масло з деталей циліндропоршневої групи, дозволяючи заощаджувати до 40 % масла порівняно з роботою на дизелі бензині;
- 2) зменшує нагароутворення, а також ударні навантаження на двигун, збільшує термін роботи свічок запалювання і дає можливість добре відрегульованому двигуну працювати в півтора рази довше, що робить використання цього виду палива особливо привабливим для автомобілів з великим автопробігом;
- 3) забезпечує значне зниження (до 90 відсотків) викиду з відпрацьованими газами шкідливої сполуки — монооксид вуглецю (СО — чадний газ). На 30 відсотків зменшує вміст оксидів азоту у викидах;
- 4) обумовлює відсутність свинцевих та сірчаних сполук у вихлопних газах;
- 5) маса канцерогенів у вихлопі двигуна, який працює на газі в 20—30 разів менша, аніж в інших видах пального;

Завдяки збільшенню обсягів використання СПГ як моторного пального буде істотно зменшено шкідливі викиди в атмосферу, що дозволить державі виконати умови Паризької угоди-2015.
У багатьох країнах світу застосовуються заходи стимулювання з боку держави користувачів транспортних засобів, які працюють на СПГ, незалежно від їх форми власності.
В 2014 році Європейський парламент та Рада Міністрів ЄС прийняли директиву 2014/94/EU, про мінімальну інфраструктуру для розвитку чистих видів пального. Ця директива вимагає від країн — членів ЄС розробити і впровадити національну політику, спрямовану на розвиток альтернативних видів пального та інфраструктури для цього. На цей час подібній закон або програма вже діє в усіх країнах ЄС. Держави-члени мають встановити свої національні цілі та показники поступового розвитку альтернативних видів пального. Попри це Європейська Комісія надасть пропозиції щодо мінімальних обсягів альтернативних видів палива в загальному балансі. Також держави-члени мають два роки на приведення інфраструктури до мінімальних вимог Директиви. Широкомасштабний розвиток інфраструктури для таких видів пального як газ, електроенергія, водень заплановано на період 2020—2030 рр. Ця Директива чітко визначає СПГ як чистий вид пального.
В Україні.
Згідно з даними спільного проекту ДП «Укравтогаз» НАК «Нафтогаз України» та Інститутом проблем екології та енергозбереження, діяльність ДП «Укравтогаз» у період з 2013 по 2015 рік дозволила скоротити, порівняно з бензином та дизелем, викиди діоксиду (СО2) вуглецю в атмосферу, в кількості близько 370 тисяч тонн.

### Автомобілі
Кілька виробників автомобілів і транспортних засобів, таких як Fiat, Opel/General Motors, Peugeot, Volkswagen, Toyota, Honda, Maruti Suzuki, Hyundai, Tata Motors та інші, продають двопаливні автомобілі. У 2006 році на бразильському ринку був представлений Fiat Siena Tetrafuel, оснащений 1,4-літровим двигуном FIRE, який працює на E100, E25 (стандартний бразильський бензин), етанолі та CNG.
CNG коштує приблизно на 50 % менше, ніж бензин, і викидає до 90 % менше викидів, ніж бензин

### Локомотиви
Локомотиви на СПГ експлуатуються кількома залізницями. Винний поїзд долини Напа (Napa Valley) успішно модернізував дизельний локомотив для роботи на стисненому природному газі до 2002 року. Цей переобладнаний локомотив був модернізований для використання комп’ютерно-керованої системи впорскування палива в травні 2008 року, і тепер він є основним локомотивом винного потягу долини Напа. Консорціум Ferrocarril Central Andino в Перу, керує локомотивом CNG на вантажній лінії з 2005 року. Локомотиви на CNG – це зазвичай дизель-електричні локомотиви, які були переобладнані для використання генераторів стисненого природного газу замість дизель-генераторів для вироблення електроенергії, яка приводить в рух тягові двигуни. Деякі локомотиви на CNG здатні вибірково запускати свої циліндри лише тоді, коли є потреба в потужності, що, теоретично, дає їм вищу паливну ефективність, ніж звичайні дизельні двигуни. CNG також дешевший за бензин чи дизельне паливо.